# Forêt de Saint-Gobain
La Forêt de Saint-Gobain est un massif forestier du département de l'Aisne. Elle s'étend sur 8 470 ha.

## Caractéristiques
La forêt s'étale sur un plateau entaillé de carrières et parsemés de-ci, de-là d'étangs. Les affleurements rocheux font alterner le calcaire du Lutétien, les argiles de Saint-Gobain, les sables de Beauchamps et les sables de Cuise. Son relief se compose tantôt de buttes calcaires et tantôt de dépressions humides et acides.
Le manteau forestier est planté de chênes (41 %), de hêtres (34 %), de frênes, de charmes, de bouleaux, de merisiers, de châtaigniers, de tilleuls, d'érables, d'ormes, d'aulnes, d'alisiers et de peupliers.

## Arbres remarquables
- Chêne Géneau : 360 ans, hauteur 46 m, circonférence 7,3 m
- Chêne de l'Europe : 250 ans, hauteur 44 m, circonférence 4,4 m
- Chêne des Trois Fillettes :  240 ans, hauteur 42 m, circonférence 4,5 m[1].

## Historique
La forêt de Saint-Gobain faisait partie de l'ancienne Forêt de Voas qui fut, au Moyen Âge, le lieu de fondation par Norbert de Xanten de l'abbaye de Prémontré. Le prieuré du Tortoir fut construit entre deux étangs, subsistent aujourd'hui ses ruines du XIVe siècle. L'abbaye de Saint-Nicolas-au-Bois fondée au XIe siècle dans une gorge de la forêt, est, elle aussi, en ruines.

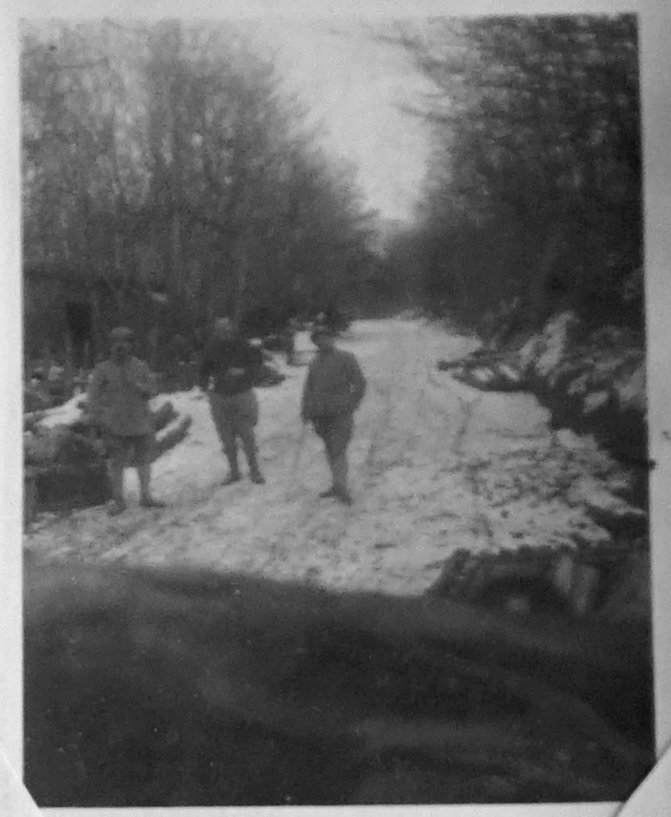
En janvier 1918.

Henri IV en fit une forêt royale. Elle fut pendant la Grande Guerre, située sur la Ligne Hindenburg et traversée par un réseau de tranchées et subit d'importants bombardements pendant la Seconde Guerre mondiale, en raison de la présence d'un dépôt d'essence situé à l'est de la ville de Saint-Gobain.